# Xã Sweet, Quận Hutchinson, Nam Dakota
Xã Sweet (tiếng Anh: Sweet Township) là một xã thuộc quận Hutchinson, tiểu bang Nam Dakota, Hoa Kỳ. Năm 2010, dân số của xã này là 285 người.